# Stengelomvattend havikskruid
Stengelomvattend havikskruid (Hieracium amplexicaule) is een vaste plant, die behoort tot de composietenfamilie (Asteraceae). De soort staat op de Nederlandse Rode Lijst van planten als zeer zeldzaam en stabiel of iets toegenomen. In Nederland is de plant vanaf 1 januari 2017 niet meer wettelijk beschermd.
De plant heeft geen uitlopers, wordt 20-60 cm hoog en heeft zoals de Nederlandse naam al aangeeft stengelomvattende bladeren. Deze bladeren hebben een hartvormige voet. De tijdens de bloei groene wortelbladeren hebben een breedgevleugelde steel en zitten in een bladrozet. Op de bladeren zitten veel klierharen.
Stengelomvattend havikskruid bloeit in juni en juli met gele bloemen. De bloeiwijze is een hoofdje. De vrucht is een nootje met in twee rijen staande pappusharen. Aan de top van het nootje zit een onduidelijke, ongetande ring.
De plant komt voor op droge, stenige plaatsen, zoals oude muren en walkanten.

## Plantengemeenschap
Het stengelomvattend havikskruid is een kensoort voor de muurbloem-associatie ( Asplenio-Cheiranthetum cheiri).

## Namen in andere talen
- Duits: Stengelumfassendes Habichtskraut
- Engels: Heart-leaved Hawkweed
- Frans: Epervière amplexicaule